# 商船高等専門学校
商船高等専門学校（しょうせんこうとうせんもんがっこう）は、主に商船に関する学科を置いている高等専門学校（高専）のことである。略語として商船高専（しょうせんこうせん）も使われる。

## 沿革
戦前は、外航船舶職員は実業学校である公立の商船学校で養成されたが、1939年（昭和14年）に現在に続く5つの学校を含む7つの公立商船学校が国に移管後、1943年（昭和18年）運輸通信省を経て運輸省所管の官立商船学校になった。
1951年（昭和26年）に運輸省所管から文部省（現・文部科学省）に移管され、国立の職業高等学校として、国立商船高等学校が5校置かれた。
国立商船高校は、本科3年プラス専攻科2年の計5年間の教育として、戦前の高等商船学校から転換した商船大学と共に外航船舶職員の養成が1971年（昭和46年）の閉校まで実施されていた。
一方、高度な知識と技術を身につけた優秀な外航船舶職員の養成を図るため、海運界からの要望や運輸省海技審議会からの建議「商船高等学校を高等専門学校に昇格して教育内容等も充実をはかるべきである」を踏まえ、1967年（昭和42年）度に、それまでの工業に加えて高等専門学校にも商船に関する学科が設置できるよう、学校教育法が改正された。
これにより国立学校設置法も改正され、商船教育を充実発展させるために国立商船高等学校が昇格し、富山商船、鳥羽商船、広島商船、大島商船、弓削商船の5校の商船高等専門学校が、1967年（昭和42年）に設置され、商船高等学校は募集を停止した。

## 概要
高等専門学校の修業年限は5年とされているが、商船に関する学科については、5年6か月（席上課程4年6か月、航海実習1年）とされている。
商船高等専門学校は、日本全国に現在5校あり、西から
- 大島商船高等専門学校（山口県）
- 広島商船高等専門学校
- 弓削商船高等専門学校（愛媛県）
- 鳥羽商船高等専門学校（三重県）
- 富山高等専門学校（旧：富山商船高等専門学校　2009年10月1日に富山工業高等専門学校と統合した）

である。

## 近年
商船高等専門学校には、長らく商船に関する学科しか置かれていなかったが、昨今の海運業界の環境の変化に伴い、定員の一部を振り替えて工業・情報等非商船系の学科を設置するようになり、富山高専射水キャンパスには経済学系の学科も設置されている。
これら非商船系の学科では航海実習が課せられていないため、修業年限は工業高専と同様に5年である。